# Шумерсько-Еламська війна
Шумерсько-Еламська війна — конфлікт що відбувся на територіях сучасних Іраку та Ірану, між Шумерською Цивілізацією та Еламом. Вважається, що боротьба цих двох держав почалася у 2721
році до нашої ери. Ця подія вважається однією з перших зафіксованих війн.

## Хід Подій
Згідно з пізнішими шумерськими джерелами, такими як Список царів Шумеру та Аккаду, шумери на чолі з Ен-Мебарагесі, царем Кішу, вторглися до Еламу та здобули швидку перемогу.
Однак, з огляду на необ'єктивність шумерських джерел та брак інформації через дуже великий проміжок часу між подіями та дослідженнями, інформація про перемогу шумеру може бути недостовірною. Деякі джерела стверджують що Ен-Мебарагесі правив 900 років. Попри це, у пізніших джерелах також кілька разів зустрічаються згадки про цю війну.
Ассиріолог Д. Т. Поттс вважає, що як що інформація про ці події є правдивою то імовірніше за все цар Ен-Мебарагесі вів своє військо через Північну Вавилонію до шляху котрий пізніше стали називати «Королівською Дорогою», після чого напав на еламське місто Сузи.

## Результат

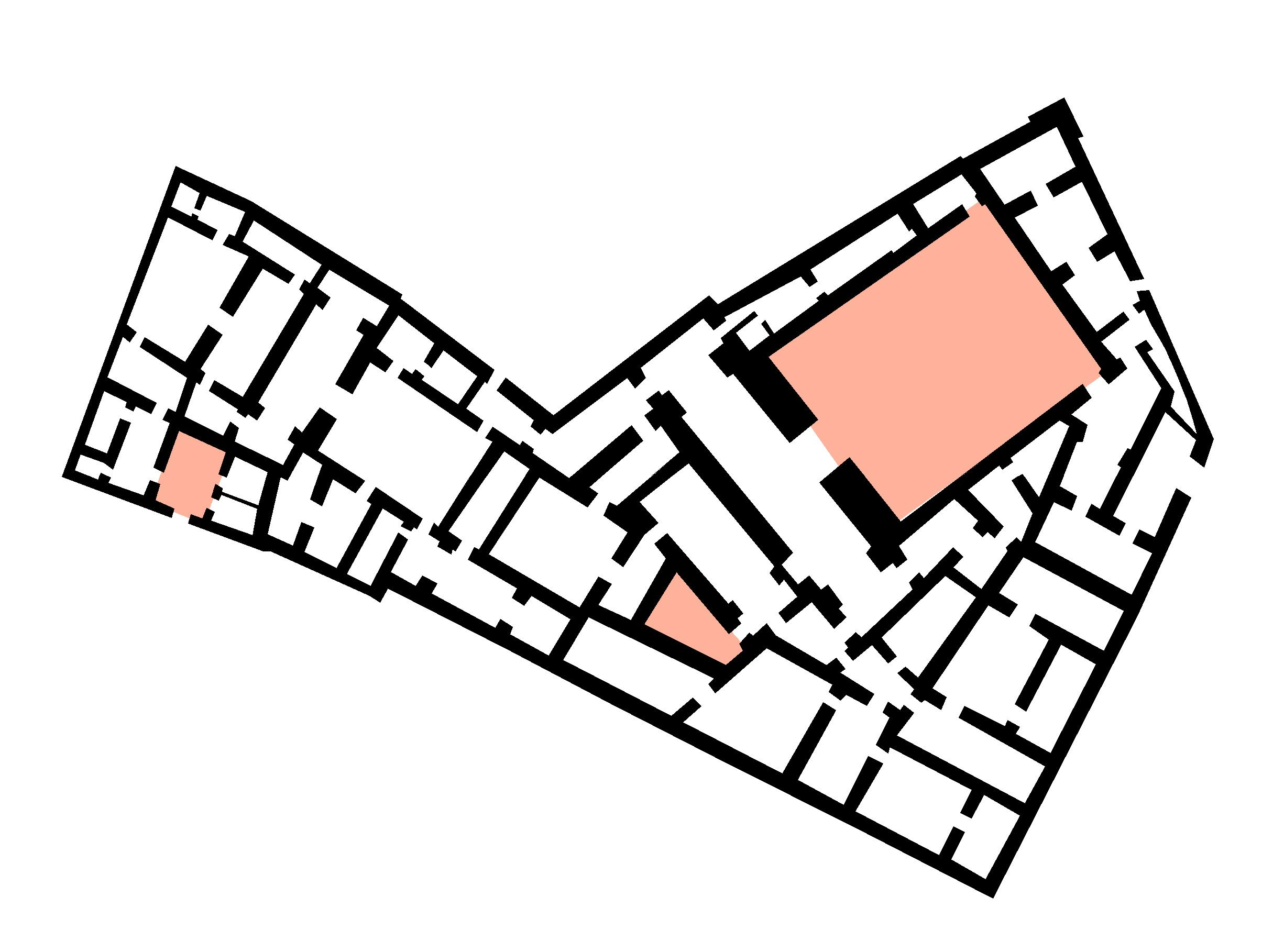
План міста Сузи

Після перемоги Шумеру, кілька років по тому династія Аван вторглася та відплатила за розгром Сузи, скинувши першу династію Ура.